# Сергуяз
Сергуя́з (рос. Сергуяз, башк. Сорғояҙ) — присілок у складі Благовіщенського району Башкортостану, Росія. Входить до складу Новонадеждинської сільської ради.
Присілок був утворений 2006 року.